# Bystus apicalis
Bystus apicalis är en skalbaggsart som först beskrevs av Gerstaecker 1858.  Bystus apicalis ingår i släktet Bystus och familjen svampbaggar. Inga underarter finns listade i Catalogue of Life.